# 朱宸汭
弋陽莊僖王朱宸汭（1475年2月5日—1514年12月14日），號雲谷，明朝寧藩第三代弋陽王，弋陽僖順王朱覲鐰的嫡第三子。

## 生平
成化十年十二月二十九日（1475年2月5日）生。成化十二年（1476年）四月，獲賜名宸汭。成化二十年六月十七日（1484年7月9日），封鎮國將軍。弘治十年（1497年）二月，弋陽僖順王朱覲鐰去世。弘治十二年三月二十日（1499年4月29日），朱宸汭襲封弋陽王。
正德九年十一月二十九日（1514年12月14日），朱宸汭去世，享年四十一岁，諡號莊僖。八年後，嫡長子朱拱樻襲爵。

## 家庭

### 妻
- 吳氏（1475年－1560年），南城兵馬副指揮吳欽女，初冊為鎮國將軍夫人，弘治十二年（1499年）三月冊為弋陽王妃。[2]

### 妾
- 裘氏（1484年－1519年），舍人裘武長女，弘治十三年（1500年）被納[7]，嘉靖八年（1529年）十二月追封弋陽莊僖王夫人[8]，生朱拱朴、嘉魚縣主。

### 子
- 嫡長子：弋陽端惠王朱拱樻
- 第二子：鎮國將軍朱拱樟[9]（1500年－）
- 第三子：鎮國將軍朱拱欈（1502年－）
- 第四子：鎮國將軍朱拱朴[9]（1506年－）
- 第五子：鎮國將軍朱拱檀[9]（1507年－）
  - 第一子：輔國將軍朱多榮[9]
    - 第一子：輔國將軍朱謀𧻑[10]
      - 第一子：朱統銻，未封[10]

    - 第二子：輔國將軍朱謀壽[10]

  - 第二子：輔國將軍朱多烺[10]
    - 第一子：輔國將軍朱謀𨿡[10]
- 第六子：鎮國將軍朱拱㭬[9]（1509年－）
  - 第一子：輔國將軍朱多熒，奉敕管理本府事[9]
    - 第一子：輔國將軍朱謀覲[10]

  - 第二子：輔國將軍朱多爍[9]
    - 第一子：輔國將軍朱謀耀[10]
    - 第二子：朱謀堅，未封[10]

  - 第三子：輔國將軍朱多燘[9]
    - 第一子：輔國將軍朱謀儁[10]
    - 第二子：輔國將軍朱謀坅[10]

  - 第四子：輔國將軍朱多𤇼[10]
    - 第一子：輔國將軍朱謀𡊍[10]
- 第七子：鎮國將軍朱拱榧[9]（1515年－）[11]
  - 第一子：輔國將軍朱多煐[10]
  - 第二子：輔國將軍朱多𪹏[10]
    - 第一子：輔國將軍朱謀𤛋[10]

### 女
- 嘉魚縣主，儀賓康岑[7]